# Gendarmerie vaudoise
La Gendarmerie vaudoise est un corps de police chargé de la protection des personnes et des biens sur l'ensemble du territoire du canton de Vaud en Suisse dans des domaines aussi variés que la police de la circulation, la police de la navigation, la police d'ordre et la police judiciaire. Elle fait partie de la Police cantonale vaudoise. Jusqu'en 1815, la Gendarmerie vaudoise est indistinctement nommée Maréchaussée vaudoise.
Le gendarmerie vaudoise est active autant dans les zones urbaines que rurales. Elle possède toutes les compétences judiciaires sur l'ensemble du territoire et se trouve sous les ordres du gouvernement vaudois, le Conseil d'État.

## Formation
Après une procédure de sélection,  la formation rémunérée s'étend sur deux ans, avec d'abord une année à l'école de police à l'académie de police de Savatan, sanctionnée par un examen de capacité opérationnelle. Suit une deuxième année de formation dans les différentes entités de la gendarmerie vaudoise. Au terme de cette deuxième année, la réussite de l'examen principal permet d'obtenir le brevet fédéral de policier.  

## Collaborations
Au niveau cantonal, différents accords permettent une collaboration avec d'autres corps de police. Ils concernent notamment l'engagement de moyens spécialisés, comme le DARD pouvant collaborer avec le Groupe d'intervention de la police lausannoise (GIPL) ou avec les groupes d'interventions d'autres polices cantonales. En effet, le DARD et le groupe d'intervention de la police de Lausanne interviennent communément le 22 juillet 2008 lorsqu'un prisonnier des établissements de la plaine de l'Orbe se réfugie sur le toit d'un bâtiment et refuse de regagner sa cellule.
La nature de la criminalité et ses modes opératoires ayant changé depuis la fondation de la gendarmerie vaudoise au début du XIXe siècle, celle-ci a dû adapter les relations qu'elle entretient avec les autres forces de l'ordre. Dans ce contexte, différents accords sont passés avec des polices cantonales mais aussi avec la gendarmerie nationale française des régions Rhône-Alpes et Franche-Comté. Ces différents accords, la plupart de nature bilatérale, permettent d'engager différents moyens tels que l'intervention de la brigade nautique, de la brigade canine ou d'autres unités spécialisées dans ces régions. Ainsi, une équipe de gendarmerie vaudoise poursuivant des malfaiteurs qui passent la frontière peut continuer la poursuite sur le territoire français, de même que des gendarmes français peuvent opérer si nécessaire sur le territoire vaudois. Ce fut par exemple le cas lors de l'interpellation de trois individus croates, survenue le 31 août 2012 à Divonne-les-Bains après une course poursuite ayant débuté à Chavannes-de-Bogis,. Au même titre, dans la vallée de Joux, des patrouilles mixtes de gendarmes vaudois et français sont organisées entre L'Abbaye et Les Rousses.

## Grades[10]

### Gendarmes
| Grade   | Gendarme                                                                          | Appointé |
| ------- | --------------------------------------------------------------------------------- | -------- |
| Insigne |                                                                                   |          |
| Note    | Grade reçu par tous les nouveaux Gendarmes à leur sortie de l'Académie de police. |          |

### Sous-officiers
| Grade   | Caporal | Sergent |
| ------- | ------- | ------- |
| Insigne |         |         |
| Note    |         |         |

### Sous-officiers supérieurs
| Grade   | Sergent-major | Adjudant |
| ------- | ------------- | -------- |
| Insigne |               |          |
| Note    |               |          |

### Officiers subalternes
| Grade   | Lieutenant | Prermier-lieutenant | Capitaine |
| ------- | ---------- | ------------------- | --------- |
| Insigne |            |                     |           |
| Note    |            |                     |           |

### Officiers supérieurs
| Grade   | Major | Lieutenant-colonel                                   | Colonel                                              |
| ------- | ----- | ---------------------------------------------------- | ---------------------------------------------------- |
| Insigne |       |                                                      |                                                      |
| Note    |       | Remplaçant du Commandant de la Gendarmerie vaudoise. | Grade unique, Commandant de la Gendarmerie vaudoise. |